# نيل ووكر
نيل ووكر (بالإنجليزية: Neil Walker)‏ (و. 1985  م) هو لاعب كرة قاعدة، من الولايات المتحدة، ولد في بيتسبرغ، يلعب كقاعدي ثاني ‏.

## التعليم
تعلم في Pine-Richland High School ‏.

## روابط خارجية
- نيل ووكر على موقع دوري كرة القاعدة الرئيسي (الإنجليزية)
- نيل ووكر على موقعبيزبول رفرنس.كوم (الدوري الرئيسي) (الإنجليزية)
- نيل ووكر على موقعبيزبول رفرنس.كوم (الدوري الثانوي) (الإنجليزية)
- نيل ووكر على موقع إي إس بي إن.كوم (أم.أل.بي) (الإنجليزية)
- نيل ووكر على موقع مشجعي الرسوم البيانية (الإنجليزية)